# Coleophora ochrea
Coleophora ochrea é uma espécie de mariposa do gênero Coleophora pertencente à família Coleophoridae.